# Michael Pollan
Michael Pollan (Long Island, 6 febbraio 1955) è un giornalista e saggista statunitense, docente di giornalismo all'UC Graduate School of Journalism di Berkeley.

## Biografia
Fratello dell'attrice Tracy Pollan, si è imposto come autore di libri-inchiesta sul cibo, tra cui Il dilemma dell'onnivoro (The Omnivore's Dilemma: A Natural History of Four Meals, 2006) e In difesa del cibo (In Defense of Food: An Eater's Manifesto, 2008). 
Nel suo libro Come cambiare la tua mente uscito nel 2018 spiega come la moderna ricerca scientifica sui composti psichedelici potrebbe aiutare a migliorare lo stato psico-fisico e la salute degli individui; in questo libro affronta temi come i disturbi psicologici, la dipendenza da sostanze, la concezione della morte e le esperienze mistiche. 
È protagonista e autore della serie di documentari TV Cooked (2016), prodotta da Netflix, è comparso nei film-documentari Food, Inc. (2008), Terra Reloaded (2009) e Cowspiracy (2014).

## Opere
- Michael Pollan, Una seconda natura, Adelphi, 2016, ISBN 88-459-7794-3.
- (EN) Michael Pollan, A Place of My Own The Education of an Amateur Builder, Random House Publishing Group, 2013, ISBN 0-307-82915-4.
- Michael Pollan, La botanica del desiderio. Il mondo visto dalle piante, Il Saggiatore, 2009, ISBN 88-565-0046-9.
- Michael Pollan, Il dilemma dell’onnivoro, La collana dei casi, 2008, ISBN 978-88-459-2288-6.
- (EN) Michael Pollan, In Defense of Food An Eater's Manifesto, Penguin, 2008, ISBN 1-101-14738-5.
- (EN) Michael Pollan, Food Rules An Eater's Manual, Penguin UK, 2010, ISBN 0-14-196297-6.
- (EN) Michael Pollan, Cooked A Natural History of Transformation, Penguin UK, 2013, ISBN 0-14-197563-6.
- (EN) Michael Pollan, Pollan Family Table, New York, Scribner, 2014, ISBN 978-1-4767-4637-1.
- (EN) Michael Pollan, How to Change Your Mind: What the New Science of Psychedelics Teaches Us About Consciousness, Dying, Addiction, Depression, and Transcendence, New York, Penguin Press, 2018, ISBN 978-1-594204227.
  - Come cambiare la tua mente, 2019, ISBN 978-8845933974
- (EN) Michael Pollan, This Is Your Mind on Plants, Penguin, 2021, ISBN 978-0593296905.
- Michael Pollan, Piante che cambiano la mente (Oppio - Caffeina - Mescalina), Milano, Adelphi, 2022, ISBN 9788845937194.